# Toloxis borchgrevinkii
Toloxis borchgrevinkii är en bladmossart som beskrevs av William Russell Buck 1994. Toloxis borchgrevinkii ingår i släktet Toloxis och familjen Meteoriaceae. Inga underarter finns listade i Catalogue of Life.